# Zelda II: The Adventure of Link
| Recensioner     | Recensioner     |
| Recensionsbetyg | Recensionsbetyg |
| Publikation     | Betyg           |
| --------------- | --------------- |
| Gamespot        | [ 3 ]           |
| IGN             | [ 4 ]           |

Zelda II: The Adventure of Link (förkortat TAoL eller AoL) är ett TV-spel som släpptes på Nintendos konsol NES (Nintendo Entertainment System) 1988 och är det andra spelet i The Legend of Zelda-serien. Spelet återutgavs på Game Boy Advance 2004. Själva spelkassetten, som vanligtvis var i grå plast, var precis som föregångaren The Legend of Zelda helt guldfärgad. Spelet utvecklades av mannen bakom Super Mario Bros.-serien och många andra av Nintendos storsäljare, Shigeru Miyamoto.
Det har utkommit flera utgåvor av spelet. De flesta med guldfärgade kassetter, men också en där kassetten var i grått standardutförande (endast i USA).

## Handling
| ”                    | Kaos råder i landet Hyrule och som Link kommer du att skickas på en spännande resa, där du ska återlämna sex värdefulla kristaller på sina respektive platser. På vägen kommer du att träffa hjälpfulla bybor som ger dig ledtrådar och hemliga meddelanden, som blir avgörande för om du ska lyckas med ditt uppdrag eller inte. Du kommer att möta monster av alla slag på din väg. Är du tillräckligt modig för att anta utmaningen? | „ |
| – Nintendo Spelguide | |   |

I The Adventure of Link ska hjälten väcka upp prinsessan Zelda som för länge sedan försattes i en magisk sömn. För att väcka henne får Link en kista med sex kristaller som ska placeras i sex tempel omkring i Hyrule för att på det viset få modets trekraft och därmed kunna väcka upp prinsessan Zelda.

## Spelsätt
The Adventure of Link skiljer sig på många sätt från övriga spel i serien. Link får erfarenhetspoäng genom att döda fiender och kan på det sättet gå upp i nivå för att bli starkare och tåligare. Spelet har också två perspektiv, det ena är en världskarta där Link går omkring (och inte kan bli skadad), tills han stöter på figurer som symboliserar fiender. Om han nuddar dessa kastas han in ett sidoperspektiv, där han antingen kan döda fienderna eller gå ut från arenan. All action sker i detta perspektiv, samt även besök i städer, byar, palats och andra speciella platser.
Man börjar spelet med 3 liv och kan samla några till på vissa ställen i spelet. Om man gör slut på alla sina liv och dör så får man game over och får börja om i templet där Zelda sover (där man också börjar spelet första gången). Nycklar och objekt som man har plockat upp behåller man och man har kvar sina färdigheter och nivåer men all erfarenhetspoäng som ska ta en till nästa nivå tappar man.